# Saccosentis ophiocephali
Saccosentis ophiocephali är en hakmaskart som beskrevs av Sohan Lal Jain och Gupta 1979. Saccosentis ophiocephali ingår i släktet Saccosentis och familjen Quadrigyridae. Inga underarter finns listade i Catalogue of Life.